# Wolfram von Richthofen
Generalfeldmarschall Wolfram Freiherr von Richthofen (n. 10 octombrie 1895, Barzdorf, lângă Striegau, Germania - d. 12 iulie 1945, Bad Ischl, Austria) a fost un mareșal (germană Generalfeldmarschall, engleză Field Marshal General) german din Luftwaffe în timpul celui de al Doilea Război Mondial.
Von Richthofen a fost un văr îndepărtat al așilor din Primul Război Mondial Manfred von Richthofen, cunoscut drept "Baronul Roșu" (80 de victorii), și a fratelui său mai mic, Lothar von Richthofen (40 de victorii).

## Cariera militară
Înainte de cel de al Doilea Război Mondial, între 1936-1939 a luptat în războiul civil spaniol. În 1937 a fost șeful statului major, iar între 1938-1939 comandantul Legiunii Condor. De numele lui sunt legate bombardamentele de la Guernica.
În timpul celui de al Doilea Război Mondial a participat la:
- Invadarea Poloniei
- Bătălia Franței
- Bătălia Angliei
- Bătălia Greciei
- Bătălia din Creta
- Operațiunea Barbarossa
- Bătălia de la Stalingrad

Spre sfârșitul anului 1944, având probleme medicale, von Richthofen și-a întrerupt activitatea. A murit de cancer în 12 iulie 1945 la Bad Ischl, în timp ce era prizonierul americanilor.